# Лівиця (Польща)
«Ліви́ця» (пол. Lewica) — польська коаліція лівих політичних сил. Здебільшого є орієнтованою на принципи соціал-демократії і демократичного соціалізму; виступає за прогресивну, соціальну та світську політику, зокрема відстоює права ЛГБТ. Підтримує членство Польщі в Європейському Союзі.
Була заснована з метою участі в парламентських виборах 2019 року. Складається, головним чином, з «Нової лівиці» і «Лівих разом». Її також підтримують партії «Твій рух», «Так для Лодзі», «Урбаністичний рух», Польська соціалістична партія і Польська комуністична партія. Крім того, до коаліції у певний момент входили Союз демократичних лівих сил і «Весна», що згодом об'єдналися у «Нову лівицю»).
У парламентських виборах 2023 року список «Лівиці» включав представників «Нової лівиці», «Лівих разом», «Унії праці», «Польської соціалістичної партії», «Свободи та рівності» та «Соціал-демократії Польщі».